# Ороченський автономний хошун
50°35′20″ пн. ш. 123°43′07″ сх. д. / 50.58877° пн. ш. 123.71861° сх. д.
Ороченський автономний хошун (кит. 鄂伦春自治旗, пін. Èlúnchūn Zìzhìqí, трансліт. Oroqen) — один із повітів КНР у складі префектури Хулунбуїр, Внутрішня Монголія. Адміністративний центр — містечко Алі-Гол.

## Географія
Ороченський автономний хошун лежить у межах Великого Хінгану. Північним кордоном слугує хребет Ільхурі-Алінь.

### Клімат
Хошун знаходиться у зоні, котра характеризується вологим континентальним кліматом. Найтепліший місяць — липень із середньою температурою 19,3 °C. Найхолодніший місяць — січень, із середньою температурою -22 °С.
| Клімат хошуну Орочен    | Клімат хошуну Орочен | Клімат хошуну Орочен | Клімат хошуну Орочен | Клімат хошуну Орочен | Клімат хошуну Орочен | Клімат хошуну Орочен | Клімат хошуну Орочен | Клімат хошуну Орочен | Клімат хошуну Орочен | Клімат хошуну Орочен | Клімат хошуну Орочен | Клімат хошуну Орочен | Клімат хошуну Орочен |
| Показник                | Січ.                 | Лют.                 | Бер.                 | Квіт.                | Трав.                | Черв.                | Лип.                 | Серп.                | Вер.                 | Жовт.                | Лист.                | Груд.                | Рік                  |
| Середній максимум, °C   | −14,2                | −8,1                 | −0,1                 | 10,3                 | 18,9                 | 24,4                 | 25,7                 | 23,9                 | 17,9                 | 8,2                  | −5,2                 | −14                  | 7,3                  |
| Середня температура, °C | −22                  | −17,4                | −8,4                 | −2,8                 | 10,9                 | 16,8                 | 19,3                 | 16,9                 | 9,7                  | 0,5                  | −12,6                | −21                  | −0,8                 |
| Середній мінімум, °C    | −27,9                | −24,7                | −16,2                | −4,4                 | 2,4                  | 9,2                  | 13,5                 | 11,3                 | 3,3                  | −5,6                 | −18,4                | −26,3                | −7                   |
| Норма опадів, мм        | 3.7                  | 2.6                  | 6.7                  | 20.3                 | 34.7                 | 98.2                 | 175.9                | 128.1                | 52.3                 | 19.6                 | 9.1                  | 6.9                  | 558.1                |
| Вологість повітря, %    | 69                   | 64                   | 56                   | 52                   | 51                   | 70                   | 80                   | 80                   | 73                   | 62                   | 67                   | 72                   | 66.3                 |
| ----------------------- | -------------------- | -------------------- | -------------------- | -------------------- | -------------------- | -------------------- | -------------------- | -------------------- | -------------------- | -------------------- | -------------------- | -------------------- | -------------------- |
| Джерело: data.cma.cn    |                      |                      |                      |                      |                      |                      |                      |                      |                      |                      |                      |                      |                      |